# Šanghaj Port
Šanghaj SIPG (čínsky pchin-jinem Shànghǎi Shànggǎng, znaky zjednodušené 上海上港) je čínský profesionální fotbalový klub, který sídlí v Šanghaji. Založen byl v roce 2005 pod názvem Šanghaj Tung-ja. Svůj současný název nese od roku 2015. Klubové barvy jsou červená a bílá. Od sezóny 2013 působí v čínské nejvyšší fotbalové soutěži.
Své domácí zápasy odehrává na stadionu Šanghaj s kapacitou 56 842 diváků.
Plný název klubu je Fotbalový klub Šanghaj SIPG (čínsky v českém přepisu Šanghaj SIPG cu-čchiou ťü-le-pu, pchin-jinem Shànghǎi Shànggǎngù zúqiú jùlèbù, znaky zjednodušené 上海上港集团足球俱乐部)

## Historické názvy
- 2005 – Šanghaj Tung-ja (Šanghaj Tung-ja cu-čchiou ťü-le-pu)
- 2015 – Šanghaj SIPG (Šanghaj SIPG cu-čchiou ťü-le-pu)

## Známí hráči
- Tobias Hysén (2014–2015)
- Asamoah Gyan (2015–2017)
- Elkeson (2016–)
- Hulk (2016–2020)
- Oscar (2017–)
- Ricardo Carvalho (2017–2018)

## Umístění v jednotlivých sezonách
Stručný přehled
Zdroj: 
- 2006–2017: Chinese League Two South
- 2008–2012: Chinese League One
- 2013– : Chinese Super League

Jednotlivé ročníky
Zdroj: 
Legenda: Z - zápasy, V - výhry, R - remízy, P - porážky, VG - vstřelené góly, OG - obdržené góly, +/- - rozdíl skóre, B - body, červené podbarvení - sestup, zelené podbarvení - postup, fialové podbarvení - reorganizace, změna skupiny či soutěže
| Čínská lidová republika (2006 – ) |                          |        |    |    |    |    |    |    |     |    |        |
| Sezóny                            | Liga                     | Úroveň | Z  | V  | R  | P  | VG | OG | +/- | B  | Pozice |
| 2006                              | Chinese League Two South | 3      | 16 | 3  | 5  | 8  | 26 | 29 | -3  | 14 | 7.     |
| 2007                              | Chinese League Two South | 3      | 17 | 11 | 4  | 2  | 35 | 15 | +20 | 30 | 1.     |
| 2008                              | Chinese League One       | 2      | 24 | 7  | 7  | 10 | 26 | 30 | -4  | 28 | 6.     |
| 2009                              | Chinese League One       | 2      | 24 | 13 | 5  | 6  | 43 | 25 | +18 | 44 | 4.     |
| 2010                              | Chinese League One       | 2      | 24 | 9  | 10 | 5  | 25 | 18 | +7  | 37 | 4.     |
| 2011                              | Chinese League One       | 2      | 26 | 7  | 11 | 8  | 29 | 25 | +4  | 32 | 9.     |
| 2012                              | Chinese League One       | 2      | 30 | 17 | 8  | 5  | 47 | 25 | +22 | 59 | 1.     |
| 2013                              | Chinese Super League     | 1      | 30 | 10 | 7  | 13 | 38 | 35 | +3  | 37 | 9.     |
| 2014                              | Chinese Super League     | 1      | 30 | 12 | 12 | 6  | 47 | 39 | +8  | 48 | 5.     |
| 2015                              | Chinese Super League     | 1      | 30 | 19 | 8  | 3  | 63 | 35 | +28 | 65 | 2.     |
| 2016                              | Chinese Super League     | 1      | 30 | 14 | 10 | 6  | 56 | 32 | +24 | 52 | 3.     |
| 2017                              | Chinese Super League     | 1      | 30 |    |    |    |    |    |     |    |        |

## Účast v asijských pohárech
Zdroj: 
| Ročník | Soutěž          | Kolo               | Klub                           | Doma | Venku | Celkem   |
| ------ | --------------- | ------------------ | ------------------------------ | ---- | ----- | -------- |
| 2016   | Liga mistrů AFC | 3. předkolo        | Muangthong United FC           | 3:0  | 3:0   | 3:0      |
| 2016   | Liga mistrů AFC | Základní skupina G | Melbourne Victory FC           | 3:1  | 1:2   | 1. místo |
| 2016   | Liga mistrů AFC | Základní skupina G | Suwon Samsung Bluewings        | 2:1  | 0:3   | 1. místo |
| 2016   | Liga mistrů AFC | Základní skupina G | Gamba Ósaka                    | 2:1  | 2:0   | 1. místo |
| 2016   | Liga mistrů AFC | Osmifinále         | FC Tokyo                       | 1:0  | 1:2   | 2:2 (v)  |
| 2016   | Liga mistrů AFC | Čtvrtfinále        | Jeonbuk Hyundai Motors         | 0:0  | 0:5   | 0:5      |
| 2017   | Liga mistrů AFC | 3. předkolo        | Sukhothai FC                   | 3:0  | 3:0   | 3:0      |
| 2017   | Liga mistrů AFC | Základní skupina F | FC Seoul                       | 4:2  | 1:0   | 2. místo |
| 2017   | Liga mistrů AFC | Základní skupina F | Western Sydney Wanderers FC    | 5:1  | 2:3   | 2. místo |
| 2017   | Liga mistrů AFC | Základní skupina F | Urawa Red Diamonds             | 3:2  | 0:1   | 2. místo |
| 2017   | Liga mistrů AFC | Osmifinále         | Ťiang-su Su-ning               | 2:1  | 3:2   | 5:3      |
| 2017   | Liga mistrů AFC | Čtvrtfinále        | Kuang-čou Evergrande Tchao-pao |      |       |          |